# Website Award
Der Website Award wurde vom Bundeswirtschaftsministerium (BMWi) ins Leben gerufen.

## Organisation
Organisiert wird der Website Award vom Netzwerk Elektronischer Geschäftsverkehr (NEG). Das NEG ist ein Verbund von 29 regionalen Kompetenzzentren für den elektronischen Geschäftsverkehr und dem Branchenkompetenzzentrum für den Handel. Ziel ist es, Mittelstand und Handwerk bei der Einführung und Nutzung von E-Business zu unterstützen.
Der letzte Website Award wurde im Jahr 2011 verliehen.

## Bewertungskriterien
Die Qualität der eingereichten Websites wird nach folgenden Hauptkriterien bewertet:
- Zielgruppenansprache/Inhalt/Mehrwert
- Benutzerfreundlichkeit (Funktion/ Navigation/Formales/Sicherheit)
- Darstellung/Gestaltung
- Technische Umsetzung
- Interaktivität/Reaktion
- Rechtskonformität

## Teilnehmer
Teilnahmeberechtigt sind die Gewinner der regionalen NEG Website Awards.
2007 nahmen 1.600 Unternehmen an den regionalen Vorausscheiden teil, im Jahr 2008 nahmen 1.700 Unternehmen teil.

## Preisträger

### Preisträger 2011
Die Bekanntgabe der Gewinner geschah bei einem Festakt im Weltkulturerbe Völklinger Hütte am 9. Juni 2011.
1. www.sonntagmorgen.com, Online-Shop für Spezialitäten-Kaffee und Zubehör, Münster
2. www.sitzfeldt.com, Website der Sitzfeldt GmbH[3], Berlin
3. www.bessersehen.eu, Klinik für refraktive Chirurgie, ALK Augen-Laser-Klinik Lohr GmbH Lohr

- Publikumspreis: SBN Wälzlager GmbH & Co. KG
- Besondere Anerkennung: Startnext.com

### Preisträger 2010
Die Auszeichnung wurde im Rahmen des NEG-Mittelstandskongress 2010 verliehen.
1. detektor.fm, Online-Radiosender
2. www.pankel.com, Website der Hans-Joachim Pankel Lackier- und Karosseriefachbetrieb GmbH, Harsefeld
3. www.schornsteinmarkt.de, Online-Shop für Kamine und Schornsteine

### Preisträger 2009
Die Auszeichnung wurde am 4. März 2009 im Rahmen der CeBIT überreicht.
1. Privatbrauerei Gaffel Becker & Co.
2. NICHTLUSTIG J. Sauer & M. Vogel GbR
3. Hochzeitsfotos Deluxe Michael Jarmusch

- Publikumspreis: NICHTLUSTIG J. Sauer & M. Vogel GbR
- Besondere Anerkennung: Stadtwerke Bliestal GmbH

### Preisträger 2007
1. Meichau & Aepler KG
2. Music & Sales Professional Equipment GmbH
3. Saale-Apotheke Jena

- Publikumspreis: Dacapo Holzbau GmbH

### Preisträger 2006
Kategorie Beste Unternehmenspräsentation
1. Sektkellerei Schloss Wachenheim, Agentur Rdts[5]
2. W. Neudorff GmbH KG
3. Plaza Hotels, Berlin

Kategorie Beste E-Commerce-Website
1. Gatz-Kanus
2. Landal GreenParks GmbH
3. Sweet Belly Couture GmbH & Co. KG